# Ukrainisches weißes Steppenschwein
Das Ukrainische weiße Steppenschwein (ukrainisch Українська степова біла Ukrajinska stepowa bila) ist eine Mehrnutzungsschweinerasse aus der Ukraine.

## Zuchtgeschichte
Unter der Leitung von M. F. Iwanow wurden in Askanija-Nowa einheimische südukrainische Sauen mit Ebern der Rasse Large White gekreuzt. Erstmals in der Sowjetunion wurde eine regionale Landrasse mit einer Leistungsrasse gekreuzt – ein Prinzip, das sich noch weltweit durchsetzen sollte. 1932 wurde die Rasse offiziell anerkannt.

## Charakteristika
- Farbe weiß
- im Rahmen wenig Unterschied zum Large White
- Kopf mittelgroß
- Nase leicht aufgewölbt
- Ohren groß, leicht über die Augen hängend
- Knochen dicht
- Körper tiefer und breiter
- Fundament stark
- Haut kompakt; Beborstung dicht
- Gewicht Sauen 238 kg, Eber 322 kg
- Zeit bis 100 kg: 186 Tage
- gute Anpassung an das kontinentale Klima der Südukraine

Es existieren 15 Eberlinien und 55 Sauenfamilien.

## Vorkommen
Die Hauptzuchtzentren sind Askanija-Nowa und Sywasch in der Oblast Cherson und Sarja in der Oblast Saporischschja. Gehalten wird die Rasse ferner in der Oblast Cherson, Oblast Saporischschja, Oblast Odessa und Oblast Mykolajiw in der Ukraine, aber auch in Gebieten in Aserbaidschan, Armenien, Turkmenistan und Moldawien.
Die Gesamtzahl betrug 1980 524.200 reinrassige Tiere.